# Незаперечний 3
«Незаперечний 3» (оригінальна назва англ. Undisputed III: Redemption) — американський бойовик 2010 року.

## Сюжет
Юрій Бойка оговтався після отриманої травми коліна і знову хоче битись. У цей час з усіх частин світу починають відбирати найкращих бійців, що битимуться за право отримати свободу. У Росії ним став Юрій Бойка, який переміг Володимира Зайкова. По всьому світу відібрали вісім бійців, які будуть битися один з одним по черзі.
Юрій після кількох сутичок і покарання починає дружити з іншим бійцем, Турбо. З часом вони зрозуміли, що всіх бійців крім одного, Рауля «Долора» Кіньйонеса, просто позбавляють сил, щоб він переміг. Він отримає свободу, а менеджери змагання отримають гроші, поставивши їх на Долора. Пізніше вони дізнаються від одного ув'язненого що програвши бійці зникають і не повертаються додому. Начальник в'язниці розуміє, що Турбо становить загрозу для наступного бою «Долора» і наказує побити його. Тоді Бойка допомагає Турбо втекти, а сам продовжує готуватися до фіналу.
Під час фінального бою Долор ламає бойків ногу, але цього разу він вирішує не здаватися і перемагає. Коли Юрій сидить на лавці і притискає лід до ноги, до нього приходить начальник і каже що за умовами турніру свободу отримує тільки один боєць, але так як Турбо не знайшли, Юрій автоматичною появою стає програв. Його відвозять за межі в'язниці і готуються застрелити, але з'являється Турбо і вбиває начальника та його охорону, а потім відводить Бойка до Гаги. Гага віддає йому валізу в якому знаходиться велика кількість грошей — частка Бойки, і тепер він вільний. Машина зупиняється і товариші прощаються. Юрій бачить поруч місто і сміючись, кульгаючи йде в місто.

## В головних ролях
- Скотт Едкінс — Юрій Бойко
- Майкл Дженкінс — Джеріко «Турбо» Джоунс
- Марко Сарор — Рауль «Доллор» Киньоне
- Марк Іванір — Гага
- Христо Шопов — начальник Касс
- Ілрам Чои — північнокорейський боєць
- Латіф Кроудер — бразильський боєць, Андраго Сілва

## Цікаві факти
- Айзек Флорентайн заявив, що якщо фільм «Незаперечний 3» буде схвалений, то він отримає шанс випустити фільм «Незаперечний 4»
- На фестивалі ActionFest в 2010 році фільм отримав 2 премії: за найкращу режисуру і за найкращу постановку боїв.

1. ↑  http://movies.livemall.co/movie/Undisputed-III-Redemption/1021309